# Otiniel Pascoal
Otiniel Pascoal (21. veljače 1995.) je angolski rukometaš. Nastupa za angolski klub Primeiro de Agosto i angolsku reprezentaciju.
Natjecao se na Svjetskom prvenstvu u Danskoj i Njemačkoj 2019., gdje je reprezentacija Angole završila na 23. mjestu, i u Egiptu 2021. (30.).